# 福隆新街步行區活化計劃
福隆新街步行區活化計劃（葡萄牙語：Plano da Zona Pedonal da Rua da Felicidade）是由澳門特別行政區政府文化局策劃和作為主辦單位之一，由永利渡假村（澳門）股份有限公司作為計劃的支持單位，活化計劃於2023年9月29日（中秋節）起正式實行。範圍涵蓋福隆新街、爐石塘巷、新填巷、桔仔街及何老桂巷之間的區域；政府期望計劃將新馬路等周邊的文物建築群及核心旅遊區作出串聯，以福隆新街作為核心，去積極發掘、拓展和整合周邊街道的文化資源；而該計劃同時作為首個由澳門特別行政區政府跨部門主導，與綜合旅遊休閒企業（永利澳門有限公司）共同合作的活化歷史片區項目。

## 沿革

### “新馬路任我行”舉辦成功的啟發
2023年春節及元宵節期間，文化局等政府多個跨部門聯同六大休閒渡假村企業舉行“新馬路任我行”步行區試行計劃，活動吸引眾多人士前往，能夠讓市民和旅客關心新馬路的建築和歷史，同時促進舊區經濟和旅遊，更拉動旅遊業和周邊商戶生意。
新馬路坊會在首輪活動期間，到區內商戶蒐集意見，商戶普遍對計劃持正面態度，同時建議政府跨部門今後為活動注入更多本土元素，亦能把此活動模式複製至其他舊街區，盤活特色街巷，提振舊區經濟。坊會負責人期盼政府及業界不斷總結經驗，評估活動所彰顯的社會經濟效益，建議日後將福隆新街、十月初五街或庇山耶街等街區短暫封閉，打造成特色專區，因地制宜，藉此模式提振舊區，注入生氣。
2023年2月8日的澳門立法會全體會議上，多位議員提議將類似“任我行”的步行區臨時活動移師到另一地點舉行。間選議員崔世平認為活動能夠振興新馬路西半段和內部等舊區，短期內對新馬路進行環境翻新整治.長期對新馬路一帶提升營商價值的政策措施。另一間選議員葉兆佳建議將活動長期實行及常態化，同時延伸活動到鄰近街區。直選議員方面，街總顏奕恆建議以「任我行＋」延伸至其他街道，如望德堂坊和離島；澳粵同盟羅彩燕表示活動雖帶來不錯效果，但同時帶有許多隱性社會成本需要妥善處理；而工聯梁孫旭認為新馬路作為重要交通樞紐，長期舉行影響交通外，更影響鄰近居民生活和出行，建議在大型節假日期間才舉行，減少交通和當區居民影響。

### 構思及落實
2023年7月25日，文化發展諮詢委員會舉行全體會議，介紹福隆新街步行區計劃構想。計劃期望以福隆新街為核心，積極發掘、拓展和整合周邊街道的文化資源，與周邊平日人流相對密集的鄰近文物建築群等核心旅遊區作串聯和分流。文化局代表在會議上當時表示，暫未有時間表對步行區的計劃實施，但初步計劃以長期或指定日子期間內舉行。
2023年8月20日，社會文化司司長歐陽瑜率領政府跨部門官員聯同永利渡假村（澳門）股份有限公司、福隆區坊眾互助會代表在澳門文化中心會議室召開發佈會，公佈「福隆新街步行區活化計劃」正式於同年9月29日起試行，被傳媒認為是「新馬路任我行」縮水改良版。社會文化司司長歐陽瑜指就年初舉辦的“新馬路任我行”活動試行期間收集到很多資訊和意見，有建議活動延伸至新馬路周邊的內街或擴大至其他區域。經檢視後以福隆新街及其周邊街道作試點並進行活化；澳門文化局局長梁惠敏介紹，福隆新街及周邊街道文化資源眾多、集中且具特色，有條件活化利用，為文創及藝術表演提供平台、優化營商環境，與周邊的文物建築群及核心旅遊區串聯，做好以福隆新街一帶所造成的片區進行活化。

### 正式試行
2023年9月29日，步行區計劃正式試行。於當天傍晚舉行啟動儀式，作為全澳首個由政府主導、與休閒企業共同合作的活化計劃。永利澳門有限公司表示，包括於福隆新街的主入口設置參考Preston Bailey設計的“熱氣球”花卉擺設，讓國際級藝術品呈現熱鬧街頭及駐足留影之用、巨型扭蛋裝置吸引人流視線及增加互動；並特設“回到福隆藝術劇場”及“中西共融藝術快閃”，讓居民及旅客親身體驗福隆新街的風采、感受中西文化的融合與魅力。
2024年10月，在福隆新街的商戶和眾多社會人士爭議聲音爭取之下，文化局經研究後於同年10月11日起作出優化措施，開通新填巷及連接紅窗門街一段的福隆新街，開通爐石塘巷行車道、於營地大街三角地設置上落客貨位置，以及調整步行區實施時間更改為每日11:00至22:30，另於周邊街道設指示牌及標識，以推廣及引導旅客前往步行區參觀。

## 籌備工作
在試行措施實施前，政府對步行區內的街道開展多項工作，包括計劃將福隆新街現有兩側的石柱移除，拓寬及優化步行空間，設置相應交通標識和步行區指示牌等，並分階段優化步行區道路鋪地、燈光照明和環境衛生等，結合街區美化設計，彰顯街道特色風貌及歷史文化，同時持續關注及支援福隆新街建築物維護保養和外牆修復等工作，與坊會、居民和商戶之間作出保持溝通。
在步行區計劃公佈前，坊會受政府委託對擬實行步行區的周邊住戶及商戶進行調查，步行區範圍共102棟建築，涉及住戶約100人，其中福隆新街有58棟建築，51棟為商戶，另外7棟為住宅。對於受影響範圍內的居民和商戶意向的結果是有約九成半住戶商戶不反對，當中近八成是贊成，表示反對的僅5人。

## 相關安排
“福隆新街步行區活化計劃”範圍涵蓋福隆新街、爐石塘巷、新填巷、桔仔街和何老桂巷之間區域，時間為每天11:00至22:30，期間僅允許特許車輛通行，其餘時間則恢復通車。步行計劃實施期間，支持單位將會注入文化商業活動、藝文表演、休閒餐飲等以吸引旅客。永利渡假村（澳門）股份有限公司作為對「福隆新街步行區計劃」的支持，在計劃實施期間，於周未及節假日12:00至17:00設有日間文創市集與表演活動，18:00後設有夜市與文化導賞。
交通安排方面，步行區實施期間，爐石塘巷、福隆新街、新填巷將封閉交通；而新馬路轉入桔仔街路段，設為無出口道路，只准電單車左轉，減少對駕駛者的影響。考慮到商鋪的上落貨需求，當局將在清平巷、福隆新巷和紅窗門街增加上落貨區域。局方亦會在步行區周邊的道路和路口，設置臨時交通指示牌去提示駕駛者，詳細資料會在步行區實施前另行公佈。
在2023年9月29日至10月8日期間，政府跨部門聯同計劃推動方於步行區內掛上特色燈籠及“熱氣球”花卉擺設等創意裝置，設“回到福隆”藝術劇場，以及“中西共融”藝術快閃邀請中國大陸及澳門本地演藝人員參與讓遊人親身體驗。在每天下午1時至5時舉行的日間市集，雲集多個本澳文創品牌進駐，輪流展銷澳門文創產品、手工藝品等；緊接在每天下午6時至晚上11時舉行夜間市集，設有夜間市集、造型打卡裝置等。2023年10月5日，受颱風小犬影響，氣象局預測該周未天氣漸轉不穩及有強風，文化局宣佈步行區計劃內的市集及表演活動暫停，沿路裝置等將作拆卸，而步行區繼續維持正常開放時間試行。

## 相關反應

### 活動正式舉行前
- 步行區計劃構思公佈後，福隆新街的商戶均支持計劃，冀藉此優化街道的步行環境，並加強推廣引客入舊區，同時做好新馬路周邊交通配套，減緩節假日塞車情況。但另一方面有商戶憂慮步行區的實施雖然增加客量，擔心在未受惠前已作出加租，加大經營成本及壓力[23]。
- 文化發展諮詢委員會在2023年7月24日的全體會議上，委員全部對有關計劃作出贊成，並提出意見及建議。有委員希望透過包含的表演、文創元素等，帶旺該區商戶經營環境[24]。
- 有交通咨詢委員會委員認為，步行區涉及路段不影響現有巴士路線，對附近交通影響有限，但以後要前往福隆新街的人則需在周邊路段落車再步行前往，建議交通部門對周邊道路步行設施作出優化和提升質素，更要考慮區內商戶上落貨的問題，並利用閒置土地設停車場及上落貨區[25]。
- 澳門立法會直選議員馬耀鋒提出書面質詢，要求當局交待計劃詳細內容及做好諮詢工作，並要求交代如何減低區內商戶和居民日常生活影響[26]。議員梁鴻細建議對周邊街道的殘危建築進行修繕和保育等，另外促請文化部門將清平戲院進行活化，同時建議在步行區出口設置清晰標誌去避免人車爭路的情況[27]。對於倡議活化清平戲院，文化局表示福隆新街步行區計劃」的構思之一，是推動福隆新街以至清平戲院的業權人加快活化及開放歷史建築[28]。
- 澳門文遺研創協會表示，福隆新街一帶作為澳門傳統里圍建築中保存最完整的社區，至今仍完好保留部分特色老店，料闢作步行區不但帶動該區的文旅產業發展，亦可優化該區步行環境，同時建議參考望德堂坊、上海田子坊等本地和外地特色街區案例，善用福隆新街濃厚的圍里文化作為步行區主題，並在步行區引入自發及組織性的活動，既可提升街區的實用性與功能性，藉專區講好社區故事[29]。
- 澳門口述歷史協會表示對有關項目計劃表示支持，但希望計劃實施前能夠與區內商戶及街坊等保持緊密溝通，以助計劃推進，為本地居民及各地旅客提供暢遊街巷、品味社區的好時機，同時建議對街區內的歷史文物包括清平戲院進行活化工作[30]。
- 福隆坊會指商戶希望區內能增設裝飾吸引旅客，並關注交通、封街和上落貨問題，相信步行街若做好配套，對商戶有正面帶動作用；中南區工商聯會認為若步行街能與周邊舊城區所辦活動互相呼應，就能產生協同效果[31]。
- 中原地產（澳門）及仲量聯行均表示，指設立步行區有助改善營商環境及提高店鋪出租率，計劃由政府部門去帶頭改造和招商，會令步行區內的商鋪生意暢旺[32]。

### 計劃實施初期
- 2023年9月29日，計劃實施首日，政府跨部門舉行啟動儀式。有受訪的手信店商戶認為步行區計劃十分好，氣氛感十足，期望計劃能吸引更多旅客到訪福隆新街；有來自珠海的旅客表示，特意來澳過中秋節，當天才得悉活動啟動才特意前來；亦有本地居民特意前來感受步行區，認為幾熱鬧，氣氛不錯[33]。另有本地居民希望增設公示牌，向遊人介紹福隆新街或周邊歷史文化，有來自上海的旅客認為活化計劃比官也街或更有韻味，另有珠海旅客認為上午人流較少氣氛淡[34]。入夜後步行區人流開始增多，吸引市民和旅客到場遊覽和“打卡”，有街內商戶希望多宣傳推廣計劃，並增加區內更多表演活動，吸引旅客逗留和到區內遊玩消費；負責活化項目的永利澳門期望，透過計劃進一步豐富福隆片區的文旅元素，帶動區內其他中小企經營發展[35]。
- 2023年10月，中國大陸「國慶黃金周假期」正值活動計劃啟動初期，有一定性分流其他旅客進入福隆新街，更吸引不少旅客到場被步行區內的特色裝置所吸引因而打卡拍照，街內商戶生意繁忙[36]。有連鎖手信店店員表示福隆新街設步行區後人流有所增多，生意方面與步行區設立前相若，更指出因為步行街圍封欄嚇跑顧客，導致客源流失。有街內食店店主認為計劃實施後客流量相若，認為現時遊客主要集中著重遊玩方面，包括“打卡”文化，再加上店內地方小，經常會出現排隊情況，有顧客不願意排隊選擇離開。有日間市集售賣文創產品的攤主表示，街內有明顯人流，攤位也有銷情，購買者一半是本地客，一半是旅客，認為宣傳有一定效果，另建議優化市集攤位的布置方式[37]。
- 福隆新街坊眾聯誼會理事長杜妙玲表示，步行區計劃實行能夠吸引居民和旅客入區，有部分餐廳出現預訂情況爆滿，同時帶動商戶延長營業時間至約晚上10時，一定程度促進“夜間經濟”，她並建議當局於步行區各出入口設置大型裝置，以及優化燈飾延伸周邊[38]。
- 街總社經委主任、新馬路坊會常務副會長李卓君表示，收到步行區內商戶反映長假期間“旺丁不旺財”。他建議考慮以片區作整體考慮活化，包括串聯閣、內港及新馬路等幾個片區，令旅客可以沿路遊覽，從而延長逗留時間，推動社區消費增長，期望政府能讓民間共同參與活化計劃[39]。
- 中區社區服務咨詢委員會於2023年10月12日的會議上，有委員在會議議程前發言中表示收到反映步行區首階段試行後有許多不足之處，例如旅客只“打卡＂後便離去，建議持續優化旅遊元素，建議增加商鋪種類引入必要的飲食及購物元素，以增加旅客停留時間[40]。
- 2023年10月12日，文化遺產委員會召開2023年度第五次平常全體會議，有委員對活化計劃表示認同，期望可深度發掘各片區的元素，結合當區的歷史文化，加強各個片區的獨特性，同時與各綜合度假休閒企業做好溝通，促使片區發揮牽引周邊區域推動發展，並做好其他配套，整體提升片區活力及文旅體驗。會上提到步行區在假期試行期間，吸引比平日多約三倍人流[41]。

### 計劃實行後翌年
2024年9月，有福隆新街及周邊商戶表示，行人專用區實施近一年，生意及人流不跌反增，要求政府取消相關計劃，並恢復原本交通安排。澳門立法會直選議員林宇滔表示，商戶表示支持政府活化福隆新街一帶，但批評過份渲染步行區的成效導致業主加租，更認為不應該將步行區活化計劃設為長期計劃，同時要求全面恢復福隆新街、爐石塘巷、新填巷和桔仔街等一帶正常通車，另建議活化計劃應集中研究如何保留歷史建築的特色、改善街道環境及修復福隆新街排樓立面，而非設置大型裝飾和吊掛燈飾。